# Susanne Gøye
Susanne Gøye eller Gjøe (født 6. oktober 1634 på Hvidkilde, død 2. september 1683 i København) var en dansk adelsdame, søster til Marcus Gøye.
Susanne Gøye ægtede 11. september 1653 Preben Brahe; ægteparret boede først på Engelsholm, i svenskekrigens tid på Næsbyholm og senere på deres gård Hvedholm. Hun ligger begravet i Horne Kirke. Hun omtales som en from og gudfrygtig kvinde, tjenstagtig mod sin næste og hjælpsom over for den fattige.
Som flere af sin slægt var Susanne Gøye en velstuderet dame og havde især lagt sig efter det franske sprog, hvorfra hun oversatte et lille skrift om jomfruers optugtelse samt en traktat om, "hvad Forfængelighed der er hos Højhed og Rigdom", hvilke skrifter begge findes i datteren Karen Brahes manuskriptsamling.